# Sæbygaard

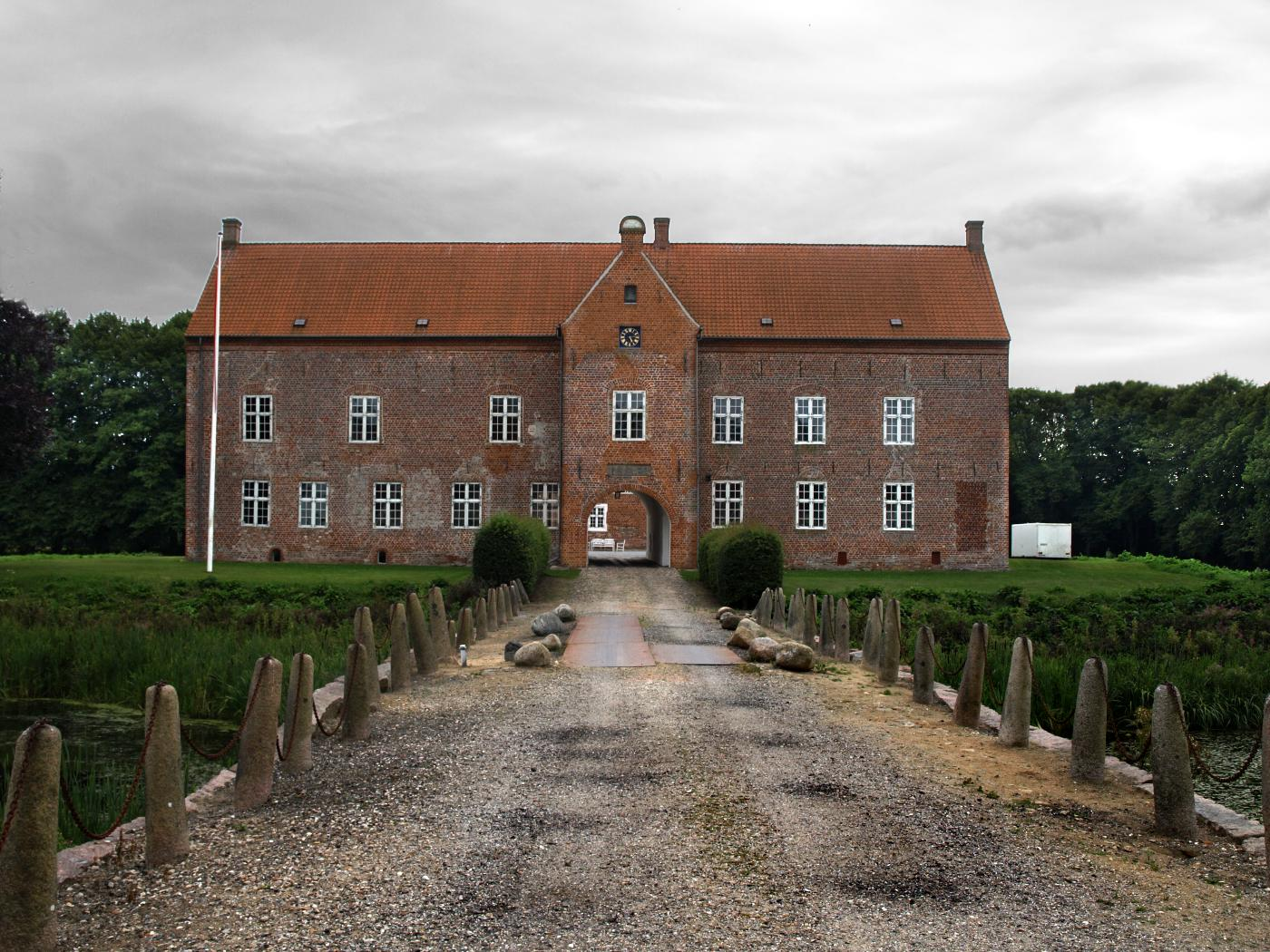
Das Herrenhaus von Norden gesehen. Die abgebildete Steinbrücke ersetzt seit ca. 1800 die ursprüngliche hölzerne Zugbrücke.

Sæbygaard ist ein Herrensitz bei Sæby in der Region Nordjylland in Dänemark. Seit 1988 dient das Hauptgebäude als Museum. In den Innenräumen sind neben Porträts Einrichtungsgegenstände der letzten 300 Jahre zu sehen.

## Geschichte
Der Herrensitz geht auf das Mittelalter zurück. Bis zur Reformation gehörte das Anwesen dem Bischof von Børglum, dann war es für eine Weile Eigentum der dänischen Krone. Durch Landtausch gelangte es in den Besitz des Admirals Otto Rud und dessen Frau Pernille Okse, die 1576 die ältesten Teile der jetzigen Gebäude im Stil der Renaissance errichten ließ. Es folgte eine Reihe wechselnder Besitzer, darunter einige berühmte Admirale.
Von 1703 bis 1747 gehörte die Sæby Vandmølle zu Sæbygaard.
Seit 1723 war Sæbygaard Eigentum der Familie Arenfeldt. 1988 ging der Besitz an das Museum.

## Architektur

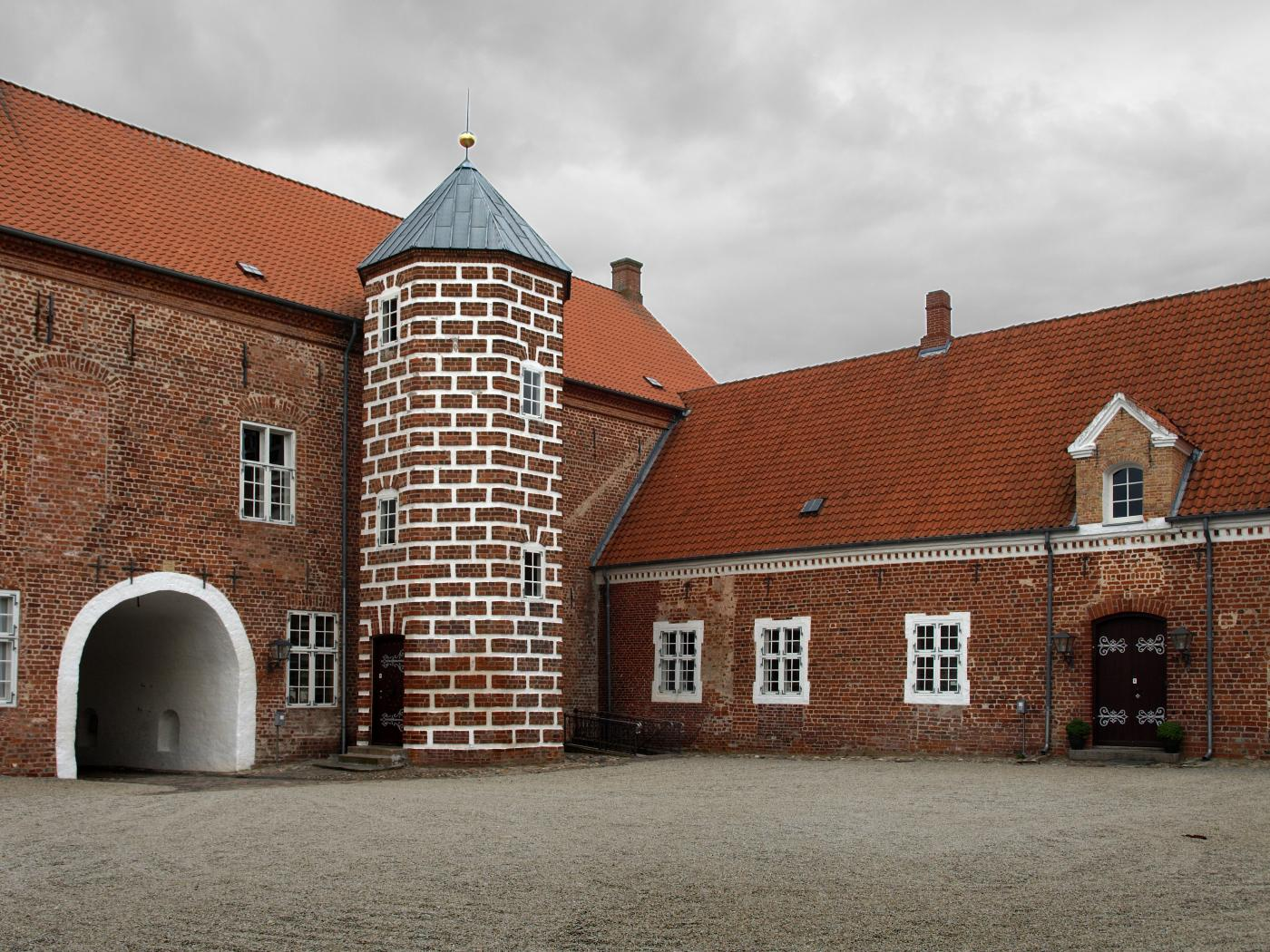
Der Innenhof mit dem Treppenturm, dessen Backsteine ein Quadermauerwerk imitieren.

Das Gebäudeensemble liegt auf einer quadratischen Wallanlage, die vom nördlich gelegenen Wirtschaftshof aus zugänglich ist. Eine um 1800 errichtete Steinbrücke führt über den Wallgraben. Vorher befand sich dort eine hölzerne Zugbrücke.
Von der Renaissanceanlage ist nur das Hauptgebäude erhalten, ein schlichter unverputzter Backsteinbau mit Mittelrisalit.  Zwei niedrigere Bauten umschließen zusammen mit dem Haupthaus und einer Backsteinmauer einen teilweise gepflasterten Innenhof. Sie stammen jedoch aus späterer Zeit. Auf der Innenhofseite des Haupthauses ist ein Treppenturm angebaut. Er wurde vermutlich vom holländischen Baumeister Hercules Midow errichtet. Die Backsteine des Turms sind so angeordnet, dass mehrere von ihnen einen quaderförmigen Vorsprung bilden und so ein Quadermauerwerk imitieren.

## Liste der Eigentümer von Sæbygaard
- (Indtil 1536) Børglum Bispestol
- (1536–1560) Dänische Krone
- (1560–1565) Otte Knudsen Rud
- (1560–1576) Pernille Oxe (Witwe)
- (1576–1589) Knud Ottesen Rud (Sohn)
- (1589–1623) Peder Munk
- (1623–1638) Sophie Pedersdatter Brahe (Witwe)
- Malte Sehested
- (1638–1642) Otte Pedersen Brahe (Bruder)
- (1642–1666) Manderup Brahe (Sohn)
- (1666–1668) Birgitte Trolle (Witwe)
- (1668–1682) Niels Juel
- (1682–1698) Holger Pachs
- (1698–1723) Elisabeth Bille (Witwe)
- 1723 Niels Rosenkrantz
- (1723–1735) Lave Beck Arenfeldt (Schwiegersohn)
- (1735–1763) Anne Sophie Pachs (Witwe)
- (1763) Elisabeth Bille Arenfeldt (Tochter)
- (1763–1806) Otte Arenfeldt (Ehemann)
- (1806) Mette Johanne Juel Reedtz (Enkelin von Elisabeth B. Arenfeldts Schwester)
- (1806–1820) Jens Karl baron Krag-Juel-Vind (Ehemann)
- (1820–1858) Frederik (Frits) Sigfred baron Krag-Juel-Vind-Arenfeldt (Sohn)
- (1858–1867) Preben baron Krag-Juel-Vind-Arenfeldt (Bruder)
- (1867–1878) Sophie Cathrine baronesse Krag-Juel-Vind-Arenfeldt (Schwester)
- (1878–1884) Elisabeth Eleonora Christine baronesse Krag-Juel-Vind-Arenfeldt (Schwester)
- (1884–1909) Christian Ditlev Adolph Arenfeldt (Norwegische Linie der Arenfeldts)
- (1909–1947) Julius Frederik Arenfeldt (Sohn)
- (1947–1981) Julius Frederik Arenfeldt (Sohn)
- (1981–1988) Julius Frederik Wilhelm Arenfeldt (Sohn)
- seit 1988 Nordjyllands Kystmuseum